# Jeroen Heubach
Jeroen Heubach (Enschede, 24 settembre 1974) è un ex calciatore olandese, di ruolo difensore.

## Caratteristiche tecniche
Giocava nel ruolo di terzino destro.